# Gunnar Asther
Gunnar Anton Edvard Asther (Malmö, 4 de março de 1892 — 28 de fevereiro de 1974) foi um velejador sueco, medalhista olímpico. Ele competiu nos Jogos Olímpicos de Verão de 1932 na classe Star e conquistou a medalha de bronze na disputa a bordo do Swedish Star com Daniel Sundén-Cullberg. Durante toda a vida fez parte do Malmö YK.